# Batsugun
Batsugun (バツグン?) è un videogioco arcade del 1993 sviluppato da Toaplan. Convertito nel 1996 per Sega Saturn, è considerato uno dei primi sparatutto appartenenti al genere danmaku.

## Trama
Il riassunto della trama di Batsugun è spiegato attraverso materiali supplementari non presenti nel gioco. Su Epsilon Centauri Prime, un lontano pianeta simile alla Terra, è iniziata un piano di conquista. Questo piano è ideato dal re Renoselva Gladebaran, il settimo sovrano in linea di successione. L'esercito imperiale compie con successo più colpi di stato in vari paesi del pianeta, in meno di due settimane. Tutto ciò che si frappone tra le forze militari di Renoselva e il dominio del mondo sono gli Skull Hornets: uno squadrone di piloti di caccia guidati dal principe Olisis Gladebaran, il figlio di Renoselva. Gli Skull Hornet utilizzano i più potenti getti sommergibili che gli scienziati del pianeta abbiano mai ideato.

## Modalità di gioco
Batsugun è un gioco bullethell a scorrimento verticale a tema fantascientifico in cui i giocatori assumono il ruolo di uno dei sei piloti Skull Hornets che prendono il controllo dei rispettivi jet da combattimento attraverso cinque livelli di difficoltà crescente in un ultimo disperato tentativo di contrastare l'esercito del re Renoselva A. Gladebaran VII. I giocatori controllano la loro navicella su uno sfondo a scorrimento costante e lo scenario non smette mai di muoversi finché non viene raggiunto un boss. I giocatori hanno inoltre solo due armi a loro disposizione: il cannone principale che percorre una distanza massima dell'altezza dello schermo e tre bombe in grado di annientare qualsiasi nemico presente nel loro raggio di esplosione.
Una caratteristica unica del gioco è il sistema delle armi; Man mano che i nemici vengono distrutti, i giocatori guadagnano punti esperienza separati dal punteggio e per ogni punto esperienza guadagnato, il cannone principale sale di livello e diventa molto più forte, in analogia con quanto avviene nei giochi di ruolo. L'arma può salire di livello solo due volte e dopo aver raggiunto il suo livello massimo, i punti esperienza garantiranno ai giocatori una scorta di bombe extra. Inoltre, il giocatore può anche afferrare le icone "P" per aumentare la potenza del cannone. È possibile raccogliere un massimo di cinque icone "P" per livello di esperienza: ottenere di più conferisce invece punti extra, mentre la raccolta di icone "B" aumenta il numero di bombe fino a un massimo di sette. Un'altra caratteristica di gioco, che ricorda Aero Fighters, è la possibilità di scegliere fra tre varianti di astronavi da combattimento: Sky Mirage (tipo A), Dragon's Whisper (tipo B) e Judgment Flasher (tipo C). Le navi di tipo A hanno una semplice serie di raggi di energia a fuoco rapido che si diffondono in modo uniforme. Le navi di tipo B sparano un raggio elettrico dritto con una pressione prolungata del pulsante di attacco, mentre un tocco breve dà luogo a scintille. Infine, le navi di tipo C sono adattabili; tenendo premuto il pulsante di fuoco si sparano onde di energia dritte, mentre toccando il pulsante si lancia una serie di proiettili.
Esistono diversi metodi per raggiungere punteggi più alti e ottenere vite extra nel gioco oltre a distruggere i nemici, e vengono assegnate al raggiungimento di un milione di punti. I punti possono essere guadagnati raccogliendo medaglie d'oro a forma di V e una volta terminato il livello, i punti vengono assegnati per ogni tipo di medaglia raccolta.  Anche sparare o bombardare in determinate posizioni è fondamentale per raggiungere punteggi più alti. Il gioco utilizza un sistema di respawn in cui il giocatore singolo abbattuto inizierà immediatamente nel luogo in cui è morto. Essere colpiti dal fuoco nemico comporterà la perdita di una vita, oltre che la riduzione della potenza di fuoco della nave al suo stato originale e la perdita delle medaglie raccolte. Una volta perse tutte le vite, il gioco termina a meno che il giocatore non inserisca crediti nella macchina arcade per proseguire. A differenza dei precedenti titoli sparatutto di Toaplan, non ci sono loop aggiuntivi dopo aver completato l'ultima fase.

## Sviluppo
Batsugun venne realizzato dalla maggior parte dello stesso team che in precedenza aveva lavorato a diversi progetti a Toaplan come Grind Stormer e che in seguito sarebbe entrato a far parte di una delle sue propaggini dopo che la società avrebbe dichiarato bancarotta nel 1994, così da continuare a lavorare nel sottogenere bullet hell. Il suo sviluppo fu guidato da un piccolo gruppo della compagnia e la maggior parte dei membri ricoprì ruoli differenti: con il designer di Fire Shark Yuko Tataka lavorò sia come produttore che co-designer insieme agli artisti Junya Inoue e Takeshi Kawamoto. Il co-fondatore di Cave Tsuneki Ikeda fu uno dei programmatori prima di DonPachi insieme a Satoshi Kōyama, Seiji Iwakura e al compositore Yoshitatsu Sakai. Sia Ikeda che Inoue affermarono che diversi giochi popolari all'epoca di altre società hanno avuto un'influenza all'inizio dello sviluppo.

## Pubblicazione
Batsugun è stato lanciato per la prima volta nelle sale giochi di tutto il mondo da Toaplan, Taito e Unite Trading nel 1993.  Nello stesso anno, un album della colonna sonora contenente la musica del titolo è stato co-pubblicato esclusivamente in Giappone da Scitron e Pony Canyon.  Diversi materiali promozionali sono stati resi disponibili anche da Toaplan.
Una seconda edizione, intitolata Batsugun Special Version, è stata presentata ai partecipanti all'AOU Show del 1994 in Giappone, ma non è mai uscita ufficialmente nelle sale giochi, poiché Toaplan dichiarò bancarotta e questa versione speciale era uscita dopo la scomparsa della società.  La versione speciale presentava una serie di modifiche rispetto alla versione originale, tra cui una hitbox molto più piccola, uno scudo che proteggeva il giocatore da un colpo, bombe più potenti, nuovi oggetti di punteggio e l'aggiunta di più loop di difficoltà crescente dopo aver completato il loop iniziale , tra le altre modifiche.
Il 25 ottobre 1996, Batsugun ricevette una conversione in Sega Saturn da Gazelle, una propaggine di Toaplan, e pubblicata esclusivamente in Giappone da Banpresto.  La versione Saturn presentava varie modifiche e aggiunte come l'inclusione sia della versione originale che di quella speciale come pacchetto 2-in-1, oltre a una colonna sonora arrangiata.

## Accoglienza
| Testata              | Versione | Giudizio |
| -------------------- | -------- | -------- |
| Edge                 | Saturn   | 7/10     |
| Famitsū              | Saturn   | 25/40    |
| Joypad               | Saturn   | 4/5      |
| MAN!AC               | Saturn   | 50%      |
| Sega Saturn Magazine | Saturn   | 7,33/10  |

Batsugun ha ricevuto un'accoglienza positiva durante la sua prima uscita nelle sale giochi. In Giappone, Game Machine lo ha elencato nel numero del 1º febbraio 1994 come il settimo gioco arcade più popolare dell'epoca. Nel numero di aprile 1994 della rivista giapponese Micom BASIC Magazine, il gioco è stato classificato al nono post per popolarità. Gamest ha contemporaneamente premiato il titolo con il 6° "Miglior aparatutto" e il 36° "Miglior personaggio '94". Nick Zverloff di Hardcore Gaming 101 ha elogiato, tra le altre cose, rispettivamente l'artwork e la colonna sonora di Inoue e Sakai.
La conversione di Sega Saturn ha ottenuto risultati contrastanti ma generalmente positivi da parte di pubblicazioni come Famitsu e Sega Saturn Magazine.  Secondo Famitsū, la versione Saturn ha venduto oltre 7017 copie nella sua prima settimana sul mercato. I lettori della rivista giapponese Sega Saturn Magazine hanno votato per dare al porting per Saturn un punteggio di 8,4829 su 10, classificandosi al numero 245, indicando un grande seguito popolare. Edge ha recensito la versione Saturn, ritenendola "non un classico in termini di design, forse, ma che non deluderà chi desidera un titolo 2D da esibizione". La rivista francese Joypad ha elogiato il Saturn rilasciato per i suoi incontri con i boss, l'arsenale, il multiplayer e le modalità di gioco, affermando che "Preso dall'omonimo gioco arcade, questo sparatutto di Saturn non è solo un altro sparatutto, è il gioco da prendere se vuoi vedere come si è evoluto il genere oggi." Christian Blendl della rivista tedesca MAN!AC ha dato al gioco per Saturn una prospettiva complessivamente media. Zverloff di Hardcore Gaming 101 ha criticato alcune delle aggiunte nella conversione per Saturn, come la colonna sonora arrangiata.